# Dankmarshausen
Dankmarshausen ist ein Ortsteil der Stadt Werra-Suhl-Tal im Wartburgkreis in Thüringen.

## Geografie

### Geografische Lage
Dankmarshausen ist ein Haufendorf. Der Ort befindet sich ca. sechs Kilometer südwestlich von Gerstungen und erstreckt sich auf dem linken, westlichen Hochufer der Werra. Naturräumlich liegt Dankmarshausen im Berka-Gerstunger Becken, mit einer kleinen Nebensenke, dem Obersuhler Becken und der Kleinenseer Bucht. Das weite Becken ist rings von Höhenzügen umgeben: im Südwesten vom Seulingswald, im Süden von den Ausläufern der Vorderrhön, im Osten von den Ausläufern des Thüringer Waldes und im Norden vom Richelsdorfer Gebirge, das auch als Waldhessen bezeichnet wird.

### Nachbarorte
Der Ort grenzt im Süden an die hessische Stadt Heringen mit dem Stadtteil Widdershausen, es folgt im Westen der Stadtteil Kleinensee. Noch im Westen führt zum thüringischen Nachbarort Großensee ein nur 600 m breiter Korridor. Nördlich schließen sich die hessischen Ortsteile Bosserode und Obersuhl der Gemeinde Wildeck an. Berka/Werra und Dippach, Ortsteile der Stadt Werra-Suhl-Tal folgen im Osten.

### Berge und Erhebungen
Höchster Punkt der Gemarkung ist die bewaldete Hornungskuppe (444,2 m ü. NN), erwähnenswert sind auch der Lerchenberg (287,5 m ü. NN), der Weinberg am Ortsrand (254,9 m ü. NN) und der Lindenhauptskopf (225,5 m ü. NN). In unmittelbarer Entfernung zum Gemeindegebiet befindet sich die Steinsalzhalde Monte Kali (530 m ü. NN), welche sich bis an die hessisch/thüringische Landesgrenze erstreckt und das Landschaftsbild des Ortes stark prägt.

### Gewässer
Dankmarshausen liegt am linken Ufer der Werra. Im Verlauf des Gemeindegebietes ist die Werra kanalisiert und durch das Wasserkraftwerk Berka Werra aufgestaut. In der Flussaue entstanden östlich der Werra durch Kiesabbau zwei Baggerseen. Im Norden der Gemarkung erstreckt sich in Richtung Obersuhl das Naturschutzgebiet Dankmarshäuser Rhäden, eine feuchte Niederung, die durch den Rhedengraben und einmündende Stichgräben be- und entwässert wird. Als Kleiner Graben wird ein zweites System von Entwässerungsgräben bezeichnet, das zur Trockenlegung der Werraaue zwischen Dippach, Widdershausen und Dankmarshausen angelegt wurde und nordöstlich des Ortes in die Werra mündet.

### Geologie und Bodenschätze

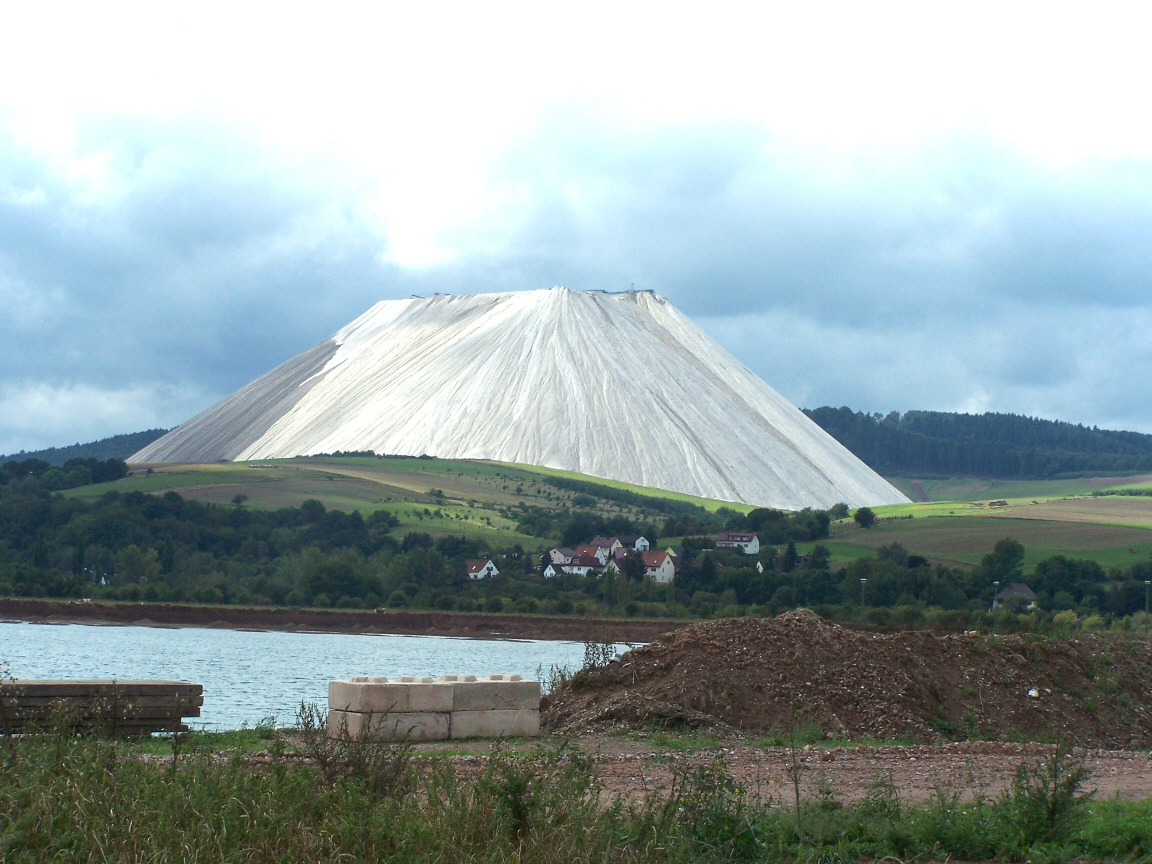
Dankmarshausen zwischen der Restehalde des Kaliabbaus und den Baggerseen im Werratal

Geologisch betrachtet liegt der Ort in der geologischen Formation Trias. Untertage befinden sich beträchtliche Kalisalzlagerstätten des Werra-Kalireviers. Oberirdisch wurden und werden in der Gemarkung an zahlreichen Plätzen hochwertige Kies- und Tonvorkommen abgebaut.
Beim Kiesabbau am Werraufer (Fundplatz An der Finkenliede) wurden vor dem Zweiten Weltkrieg häufig Bodenfunde gemacht, die im Winter 1942 durch den Gerstunger Heimatforscher Arno Volland (1888–1968) näher untersucht wurden. Es konnten 17 Gräber, davon waren 15 Brandgräber, nachgewiesen und teilweise geborgen werden. In diesem Zusammenhang steht eine 1939 ebenfalls durch Kiesabbau entdeckte Siedlung in der Flur Am Weidigsrain, die vom Lehrer R. Salzmann lokalisiert und ausgewertet wurde. Die Analyse beider Fundstellen ergab, dass sie der Hallstatt B - LA Zeitstellung angehören. Die Funde sind Teil der Ausstellung des Werratalmuseums.

## Geschichte
Dankmarshausen lag strategisch bedeutsam an einem Werraübergang der Altstraße Kurze Hessen und zählte im Hoch- und Spätmittelalter zum Herrschaftsgebiet der Reichsabtei Fulda im Amt Gerstungen. Zum Schutz ihrer Besitzungen im Werratal ließen die Fuldaer Äbte in der Stauferzeit die Burg Hornsberg erbauen. Ein Hinricus de Hornesberc wurde 1214 als fuldischer Lehnsmann genannt. Als Pfand des in finanzieller Zwangslage befindlichen Abtei gelangte die Burg 1294 unter Reichsverwaltung, als König Adolf von Nassau seinen Feldzug nach Thüringen antrat. Nach dem Tod des Königs (1298) wurde die Burg wieder von Fulda eingelöst, aber bereits im 14. Jahrhundert soll sie aufgegeben worden sein. Um 1300 wird ein Ritter Bertold von Creuzburg fuldischer Lehensherr.
Im Jahr 1302 erfolgte die urkundliche Ersterwähnung für Dankmarshausen: ... unsere Sehe vnd Vischerie zcu Dangmerßhusen gelegen, genand an dem Slage ....

Der heutige Ort entwickelte sich aus dem Oberdorf mit der Pfarrkirche St. Kilian auf dem Hochufer der Werra. Zum Unterdorf führt der Mühlrain und die Herrenstraße (benannt nach der ortsbildprägenden Gutshof-Anlage neben der ursprünglichen Werrabrücke).
Durch einen 1402 gesiegelten Kaufvertrag gelangte „Dankmershußen“ dauerhaft an die Landgrafschaft Thüringen. Die denkmalgeschützte Kemenate in der Schlossgasse war ein bis heute erhaltener Sitz des Ortsadels. Weitere Rittergüter lagen im Unterdorf und sicherten den Werraübergang.
Das herrschaftliche Kammergut wurde 1818 von der Gemeinde aufgekauft.
| 1357–1360      | 1360       | 1416–1467     | ab 1447   | ab 1522                                | ab 1748                      |
| -------------- | ---------- | ------------- | --------- | -------------------------------------- | ---------------------------- |
| von Bernhausen | von Rumrod | von Boyneburg | von Herda | von Dalwigk und Diede zum Fürstenstein | Rittermeister von Gottfahrth |

Im westlichen Teil der Gemarkung erinnern Bodenfunde und ein Brunnen an die einstigen Kleinsiedlungen Marbach und Spielerode, die durch die Agrarkrise im Spätmittelalter zu Wüstungen wurden. Nahe einer ehemaligen Wallfahrtskapelle in der Flur „Bei den drei Linden“ wurde auch ein Steinkreuz erwähnt.
Der Turm der gotischen Pfarrkirche von Dankmarshausen besitzt eine Inschriftentafel mit dem Baudatum von 1440. Das Gotteshaus wurde ebenso wie große Teile des Dorfes im Jahre 1723 durch einen Großbrand zerstört. Der Wiederaufbau der Kirche wurde 1731 vorerst beendet (erneuertes Kirchenschiff, Chorbau und Turm wurden beibehalten), 1878 erfolgte eine umfassende Restaurierung des Inneren. Die Kirche war ursprünglich dem Dekanat Heringen unterstellt.
1733 wurde der Hausbreitenbacher Amtsaustauschungsvergleich zwischen Sachsen-Eisenach und Hessen-Kassel geschlossen, auf dieser Grundlage wurden die Landesgrenzen in verschiedenen Abschnitten neu versteint, die Grenze verläuft auch quer durch die Burgruine Hornsberg.
Als Gemeinschaftsaufgabe, unter Beteiligung der angrenzenden hessischen Orte wurde ab 1859 mit der Anlage von Drainage-Gräben die 220 ha große sumpfige Niederung „Der Rheden“ trockengelegt, die Dankmarshäuser erhielten davon einen Anteil von 139 ha. Die Renaturierung begann bereits in den 1960er Jahren, da die landwirtschaftliche Bewirtschaftung des DDR-Anteils unterblieb.
1879 wurden, basierend auf der Volkszählung von 1875, erstmals landesweit normierte statistische Angaben, auch zum Ort Dankmarshausen, publiziert. Dankmarshausen hatte in diesem Jahr 188 Wohnhäuser mit 863 Einwohnern. Die Größe der Flur betrug 1112,09 ha davon Höfe und Gärten 18,1 ha, Wiesen 275,4 ha, Ackerfläche 591,9 ha. Wald 149,1 ha, Teiche, Bäche und Flüsse 21,4 ha, auf Wege, Triften, Ödland und Obstbauplantagen entfielen 56,1 ha. Zum Viehbestand: Dankmarshausen hatte 25 Pferde, 578 Rinder, 570 Schafe, 141 Schweine, 32 Ziegen sowie 25 Bienenvölker.
Im 19. Jahrhundert brachte der Aufbau des Schienennetzes und die Ansiedlung eines Kalischachtes Aufschwung in die ländlich geprägte Region. Es entstanden neue Arbeitsgelegenheiten für die Bevölkerung, die Verkehrsanbindungen verbesserten sich und die Wohngebiete des Ortes expandierten.
Nach dem Zweiten Weltkrieg lag Dankmarshausen im unmittelbaren Grenzgebiet der innerdeutschen Grenze, die vielfältigen Beziehungen zu den hessischen Nachbarorten wurden nach 1961 gekappt. Von der Staatssicherheit als auffällig empfundene Bewohner wurden zwangsumgesiedelt.
Im Rahmen der Gebietsreform in Thüringen einigten sich die Kommunen Großensee, Dankmarshausen, Dippach und Berka/Werra, beim Freistaat Thüringen einen Antrag auf eine Fusion zur Stadt Werra-Suhl-Tal zum 1. Januar 2019 zu stellen und die Verwaltungsgemeinschaft Berka/Werra aufzulösen.
Die Thüringer Landesregierung nahm das Vorhaben in das Zweite Gesetz zur freiwilligen Neugliederung kreisangehöriger Gemeinden auf, das am 13. Dezember 2018 vom Thüringer Landtag verabschiedet wurde und zum Jahreswechsel 2018/19 in Kraft trat.

## Kultur und Sehenswürdigkeiten

### Regelmäßige Veranstaltungen
Ende September ist Kirmes in Dankmarshausen.

### Bauwerke

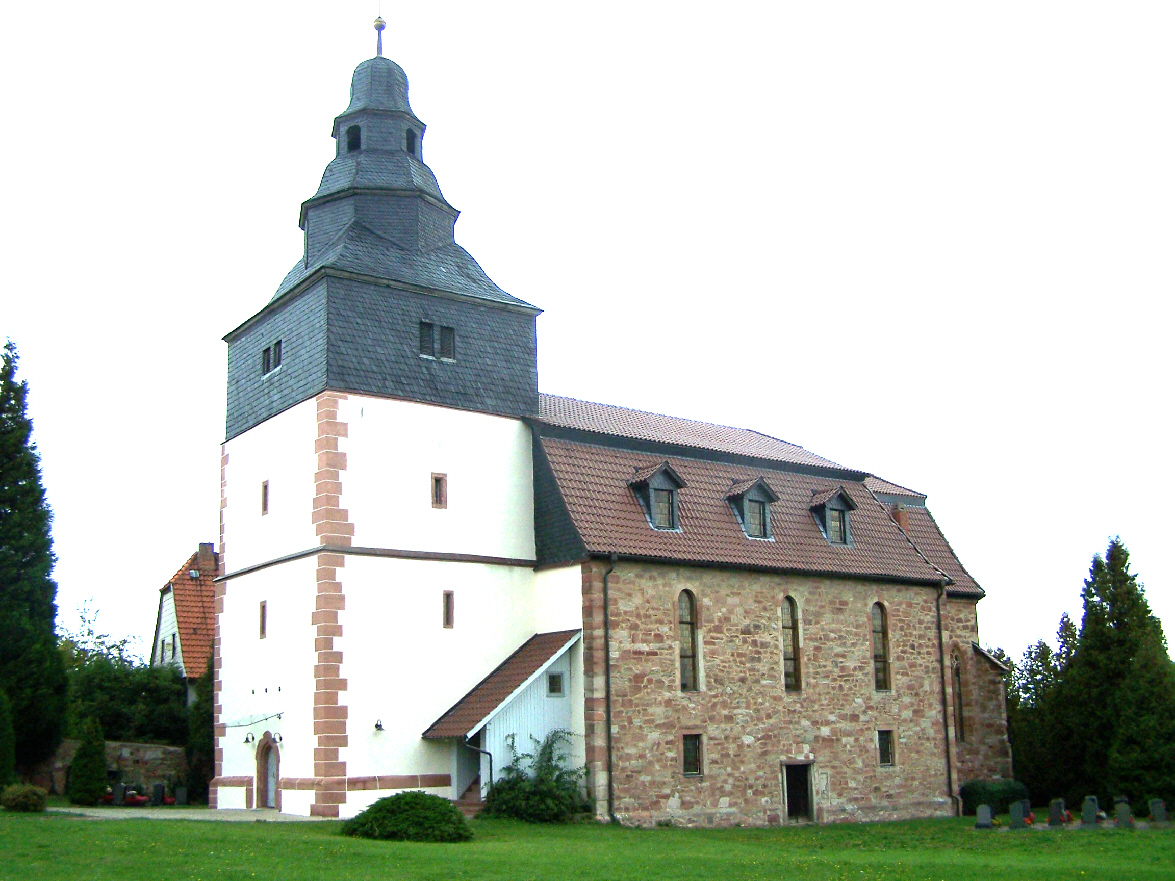
Kirche

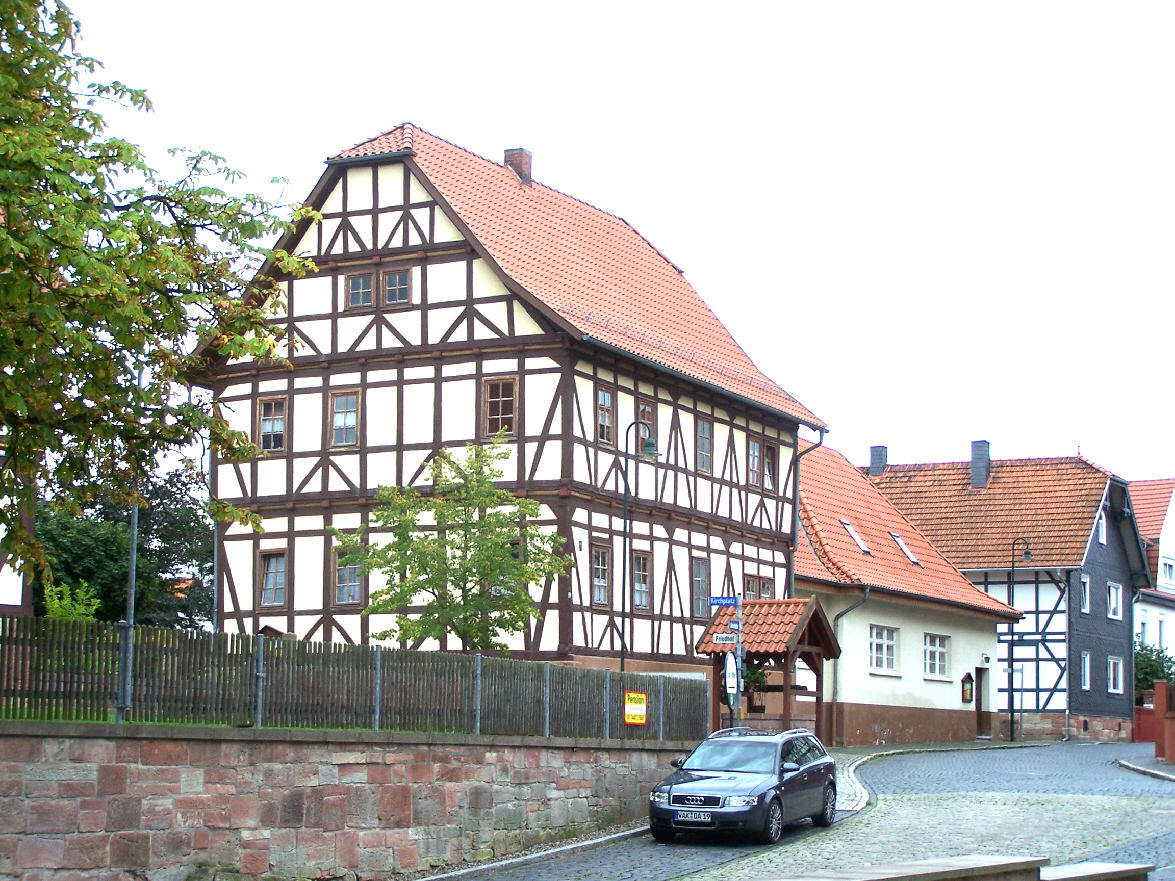
Pfarrhaus

Zahlreiche Bauwerke belegen die wechselvolle Geschichte des Ortes. Kaum Spuren hinterließ die stauferzeitliche Burg Hornsberg, etwa drei Kilometer südwestlich der Ortslage Dankmarshausen auf dem Gipfel der Hornungskuppe gelegen.
Dicht neben der heutigen Werrabrücke befinden sich die Reste der im Zweiten Weltkrieg gesprengten Brücke. Bereits um 1500 soll Dankmarshausen eine erste, noch ganz aus Holz erbaute Brücke besessen haben.
Die Kirche St. Kilian ist das ortsbildprägende Bauwerk und Zentrum der historischen Ortslage.
In unmittelbarer Umgebung befindet sich das Pfarrhaus, ein markanter Fachwerkbau.
Davor befindet sich am Standort des ehemaligen Dorfbrunnens ein Nachbau eines Brunnenbauwerkes, welcher jedoch baulich keinen historischen Bezug zum Original aufweist.
Nördlich der Kirche trifft man auf den Anger und ein burgartiges Gehöft – dieser Adelssitz mit steinerner Kemenate soll aus dem 16. Jahrhundert stammen.
Im historischen Ortskern befindet sich zudem ein größerer Vierseithof, das ehemalige Gut.
An dieses grenzte die einstige Werra-Mühle an, nur ein Mühlstein blieb davon erhalten.
Südlich der historischen Ortslage trifft man auf die Gleisanlagen mit dem Bahnhof und dem ehemaligen Zechenhaus sowie auf eine ganze Reihe von Wohn- und Geschäftshäusern aus der Zeit um 1900.

### Denkmäler

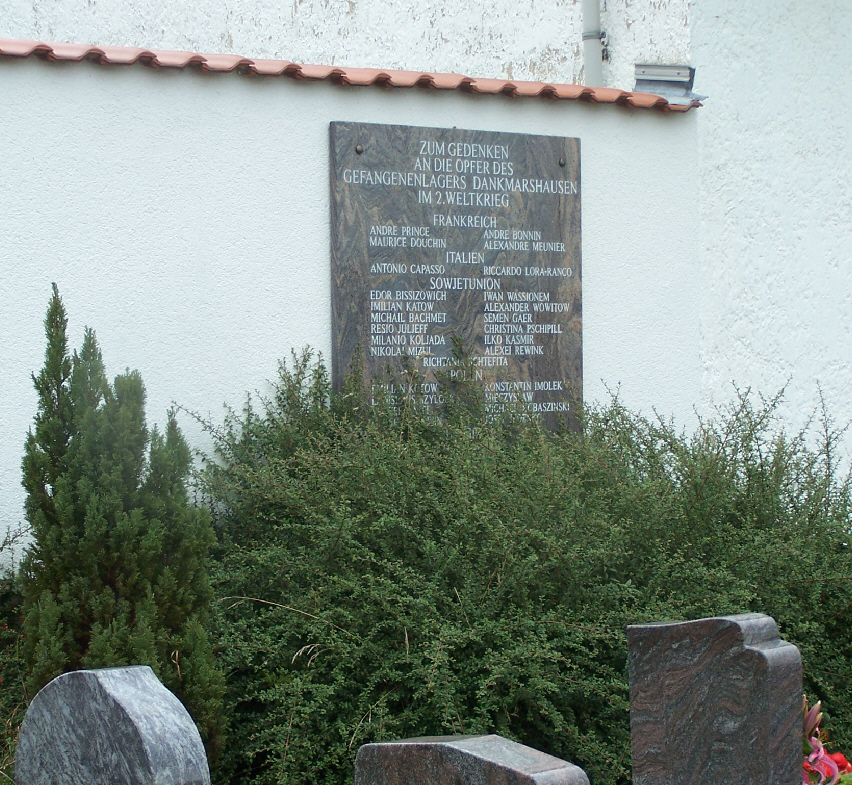
Gedenktafel am Friedhof (2008)

Auf dem Friedhof erinnert eine Gedenktafel an die 28 Opfer aus mehreren Ländern (unter ihnen zwei Kinder), die auf dem Gelände der zur Wintershall AG gehörenden Schachtanlage Alexandershall Zwangsarbeit verrichten mussten. Über 1.000 Frauen und Männer wurden bei Bau-, Verlade- und Transportarbeiten unter Tage eingesetzt.
Neben der Kirche wurde auf einem Vorplatz das Kriegerdenkmal aufgestellt, es ist ein schlichter vierseitiger Obelisk mit den Namen der Gefallenen der beiden Weltkriege. Ein weiterer Gedenkstein erinnert vor der Heimatstube an die Ersterwähnung des Ortes im Jahre 1302.

## Wirtschaft
Bereits nach dem Ersten Weltkrieg war der Aufbau eines Kalischachtes am Ortsrand durch technische Probleme gescheitert.
Die wirtschaftliche Entwicklung des Ortes wurde nach 1945 durch die Lage am 500 m Schutzstreifen zur innerdeutschen Grenze erheblich behindert. Eine Einreise war nur mit Passierschein möglich.
Nach der Wende wurde in Ortsrandlage ein kleines Gewerbegebiet etabliert.
Die Mehrzahl der berufstätigen Einwohner pendelt in die Umlandgemeinden zur Arbeit.

## Verkehr

### Straßenverkehr
Die Anschlussstelle 35 (Wildeck-Obersuhl) der A 4 befindet sich im drei Kilometer entfernten Obersuhl. Dankmarshausen ist mit den Nachbarorten Großensee und Dippach über die Landstraße 2117 verbunden, nach Widdershausen führt die hessische Kreisstraße K 3 ab der Landesgrenze unmittelbar am Ortsrand von Dankmarshausen.

### Schienenverkehr
Nördlich der Gemarkung verläuft die Thüringer Bahn Eisenach–Bebra mit den nahen Haltepunkten in Bosserode und Obersuhl. Seit 1903 ist Dankmarshausen an die Bahnstrecke Gerstungen–Vacha angebunden, welche die Erschließung der zahlreichen Kali-Bergwerke der Region ermöglichte. Aufgrund der innerdeutschen Teilung findet seit 1952 kein Personenverkehr mehr statt. Für das DDR Regime war die Bahnstrecke eine wichtige Devisenquelle, da westdeutschen Kaliunternehmen ihren Verkehr nur über die Strecke durch den ostdeutschen Korridor wirtschaftlich abwickeln konnten. Mit dem Ersatzneubau der Überführung Weinbergstraße verlor der Bahnhof Dankmarshausen sein zweites Gleis. Das Bahnhofsgebäude ist in Privatbesitz und die Ladestraße überwachsen. Seit Ankündigungen zur Wiederherstellung der durchgängigen Befahrbarkeit zwischen Gerstungen und Bad Salzungen im Jahre 2020 wird durch die Städte Vacha und Heringen die Bestellung eines Schienenpersonennahverkehrs angestrebt.

### Busverkehr
Es verkehren Busse des NVV und der Verkehr Werra OHG. Das regionale Busunternehmen Katzmann-Reisen hat in Dankmarshausen seinen Firmensitz.

### Radverkehr
Der überregionale Werratalradweg erschließt die Gemeinden Berka und Heringen und ermöglicht es Radtouristen der Werra auf 290 km von ihren Quellen bis zu ihrer Mündung in die Weser zu folgen. Nach Dippach existiert seitlich der L2117 ein straßenbegleitender Radweg. Kleinensee sowie Obersuhl mit Anschluss an den Schienenpersonennahverkehr sind auf gut ausgebauten Wirtschaftswegen zu erreichen.

### Schifffahrt
Dankmarshausen befindet sich an dem Werra-Wasserwanderweg. Nahe der Werrabrücke befindet sich eine Slipanlage für Kanus und Kajaks mit angrenzender Schutzhütte. Bis 1962 wurde geplant die Werra zum Main-Werra-Kanal auszubauen.

## Söhne und Töchter des Ortes
- Brigitte Berendonk (* 1942), ehemalige Leichtathletin
- Erich Janschke (1941–1962), Opfer an der innerdeutschen Grenze
- Gerhard Spaeth (* 1930), deutscher Geologe und Polarforscher